# 王鹏运墓
王鹏运墓为晚清词人王鹏运及其夫人埋葬处，位于中国广西壮族自治区桂林市七星区育才小学院内。
王鹏运病逝后，归葬桂林东郊半塘的祖茔。该墓坐南朝北，封土直径3米，高1.6米，墓顶呈半球状，高0.6米，以灰浆抹面。墓下方用青料石围砌，高1米。墓碑高1米，宽0.67米，厚0.1米。右侧为其妻曹氏墓，形制相同。1966年公布为桂林市文物保护单位。1988年在墓旁以片石砌保护性围墙，范围约400平方米。